# Glucochinasi
La glucochinasi è un enzima, appartenente alla categoria delle chinasi, presente nel pancreas, nel fegato, nell'intestino e nel cervello, che catalizza la seguente reazione:
ATP + D-glucosio = ADP + D-glucosio 6-fosfato
Questa proteina è caratteristica del fegato, dove esplica il suo ruolo di controllo della glicemia. Questo suo ruolo è reso possibile da una KM circa 200 volte maggiore di quella dell'esochinasi, caratteristica che le conferisce un'affinità di legame per il glucosio molto inferiore del suddetto enzima. Questo significa che il glucosio si lega alla glucochinasi solo quando questo è presente nel sangue a concentrazioni elevate (8-10 mM); la glucochinasi catalizza la stessa reazione della esochinasi (fosforilazione in posizione 6 del glucosio), ma ha la caratteristica di indirizzare il suo prodotto verso la via anabolica, come la sintesi di glicogeno (polisaccaride di riserva negli animali) e lo shunt dei pentoso fosfati, e quindi come conseguenza abbassa la concentrazione di glucosio in circolo.
Quando aumenta la glicemia il glucosio entra a valanga nella cellula e manda a saturazione l'esochinasi. Ciò induce negli epatociti e nelle cellule β pancreatiche la fuoriuscita dal nucleo della glucochinasi, che è un enzima inducibile e quindi non sempre presente nel citosol. Questa quindi inizierà a fosforilare il glucosio prelevato dal sangue in posizione 6, per trattenerlo all'interno della cellula. A differenza dell'esochinasi non è saturabile e andrà quindi avanti fino a quando la glicemia non sarà tornata a un valore basale.
L'attivazione della glucochinasi stimola anche la secrezione di insulina da parte delle cellule β pacreatiche, che ha come effetto l’espressione dei GLUT4 a livello dei tessuti muscolare scheletrico e adiposo, così che essi assorbano insieme al fegato il glucosio in eccesso nel sangue e riportino la glicemia a un valore fisiologico di 100 mg di glucosio / 100 mL di sangue.
L'insulina ha anche il compito di avviare la ritrascrizione delle nuove glucochinasi, che verranno trattenute a livello nucleare fino alla successiva saturazione dell'esochinasi (al pasto successivo). Infatti il processo di sintesi ex novo di glucochinasi richiederebbe un tempo troppo lungo per una corretta regolazione glicemica.
Un altro importante attivatore della glucochinasi è il fruttosio-2,6-difosfato, che viene prodotto in alte condizioni glicemiche dall'enzima PFK2.